# Štětkovice (zámek)
Štětkovice jsou zámek ve stejnojmenné vesnici u Sedlčan v okrese Příbram ve Středočeském kraji. Postaven byl v sedmnáctém století a jeho areál je chráněn jako kulturní památka.

## Historie
Štětkovice patřily od konce šestnáctého století ke kosovohorskému panství. V roce 1670 je koupil Jakub Pecelius z Adlersheimu a učinil z nich centrum drobného statku. Panským sídlem se stal zámek založený, snad na místě starší tvrze, v sedmnáctém nebo osmnáctém století. Další majitelé se často střídali. V roce 1787 jej od Františka Müllera koupil Josef Lipovský z Lipovice, jehož potomkům zůstal až do roku 1873. Potom zámek vlastnil Karel Skal a od roku 1880 Leopold Pollak. Jeho rodina o něj přišla během revize první pozemkové reformy. Ve druhé polovině dvacátého století zámek sloužil potřebám státního statku.

## Stavební podoba
Jednopatrový zámek stojí na jižním okraji hospodářského dvora. Má obdélníkový půdorys se středovým rizalitem. Část budov dvora zanikla a památkově chráněné jsou z nich pouze objekty špýcharu a bývalého pivovaru, který stojí na protější straně rybníka. K zámeckému areálu patří také zbytky ohradní zdi s bránou, rybník a přilehlý park.